# Ettrokro
Ettrokro è una città, sottoprefettura e comune della Costa d'Avorio, situata nel dipartimento di Daoukro. Conta una popolazione di 16 492 abitanti (censimento 2014).